# بلاميطة

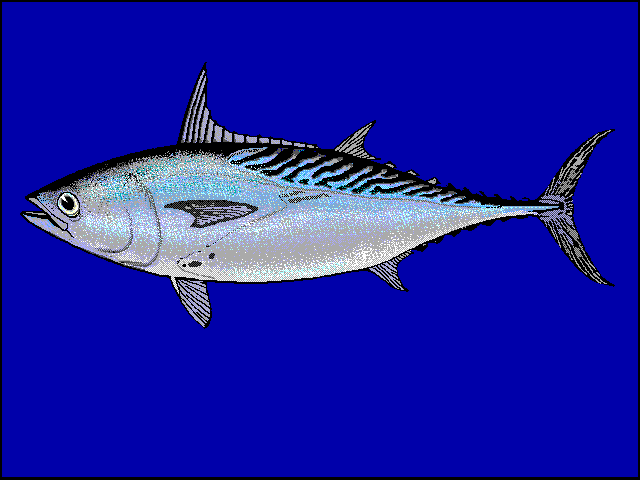

بلاميطة (بالإنجليزية: kawakawa) و(باللاتينية: Euthynnus affinis) ينتمي لعائلة الأسماك الأسقمريات .